# SS Conte Rosso
O SS Conte Rosso foi um navio a vapor de passageiros italiano operado pela Lloyd Sabaudo e depois pela Italia di Navigazione. Lançado ao mar em 10 de fevereiro de 1921. A sua viagem inaugural ocorreu em 17 de maio de 1922. O seu o navio-irmão era o SS Conte Verde.

## História
O navio tinha capacidade de 1950 passageiros e 1500 toneladas de carga, sendo 200 passageiros da 1ª Classe e 250 passageiros da 2ª Classe. Ele alcançava uma velocidade máxima de até 21 nós (39 km/h). Foi o primeiro navio transatlântico a fazer uma viagem inaugural depois da Primeira Guerra Mundial, fazia o caminho entre a Itália e Nova York. Em 1928, foi substituído pelo SS Conte Grande e passou a operar nas viagens entre a Itália e a América do Sul.
Em 31 de janeiro de 1925, uma passageira chamada Antonietta Gigliobianco, de 19 anos, misteriosamente caiu do Conte Rosso e acabou morrendo, deixando seu filho Ernesto, de dois anos, órfão. Depois que ele foi entregue ao capelão do navio , seguiu-se um clamor da mídia em Nova York, que reuniu o menino com seu pai Leonardo Gigliobianco. Em 1932, a Lloyd Sabaudo fundiu-se com Navigazione Generale Italiana e Cosulich Line para formar a Italia di Navigazione. A nova companhia transferiu o navio para a rota de Trieste – Bombaim – Xangai. 

## Segunda Guerra Mundial
Durante a Segunda Guerra Mundial, foi usado como um navio de tropas pelo governo italiano até 24 de maio de 1941, quando foi torpedeado e afundado pelo HMS Upholder (P37). O naufrágio ocorreu a 16 km ao largo da costa da Sicília, enquanto em comboio a partir de Nápoles para Tripoli. Dos 2.729 soldados e tripulantes a bordo, 1.300 morreram.